# Schizocaena capitata
Schizocaena capitata là một loài thực vật có mạch trong họ Cyatheaceae. Loài này được (Copel.) Copel. miêu tả khoa học đầu tiên năm 1947.